# 升主動脈
升主動脈（Aorta ascendens）為主動脈與左心室交接的部分，始於第三肋間軟骨下緣，並沿胸骨左半邊上行。升主動脈有左冠狀動脈和右冠狀動脈兩分支，供應心臟養分，之後主幹會接至主動脈弓。

## 解剖
本動脈長約5（2.0英寸）左右，離開左心室後會沿前上方行，之後延心軸方向上行至右方。

## 其他圖像

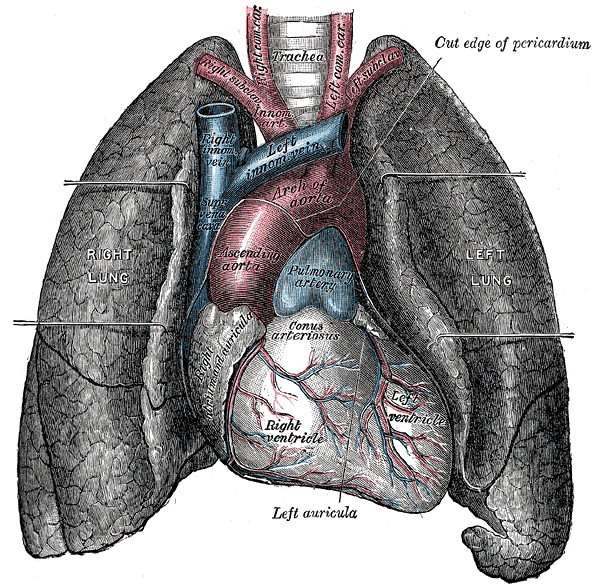
心、肺正面觀
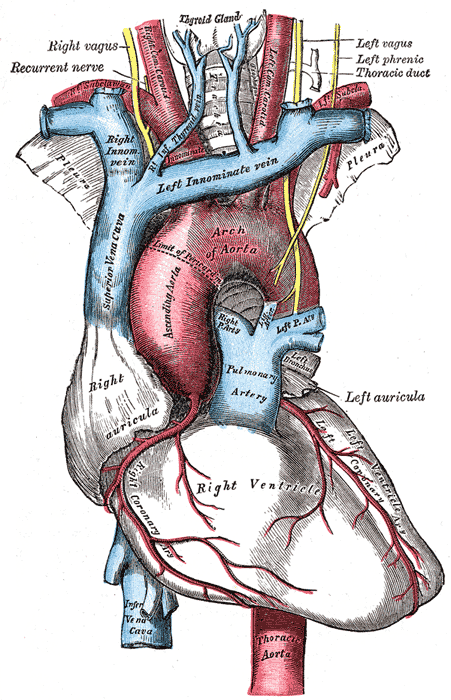
主動脈弓及其分支
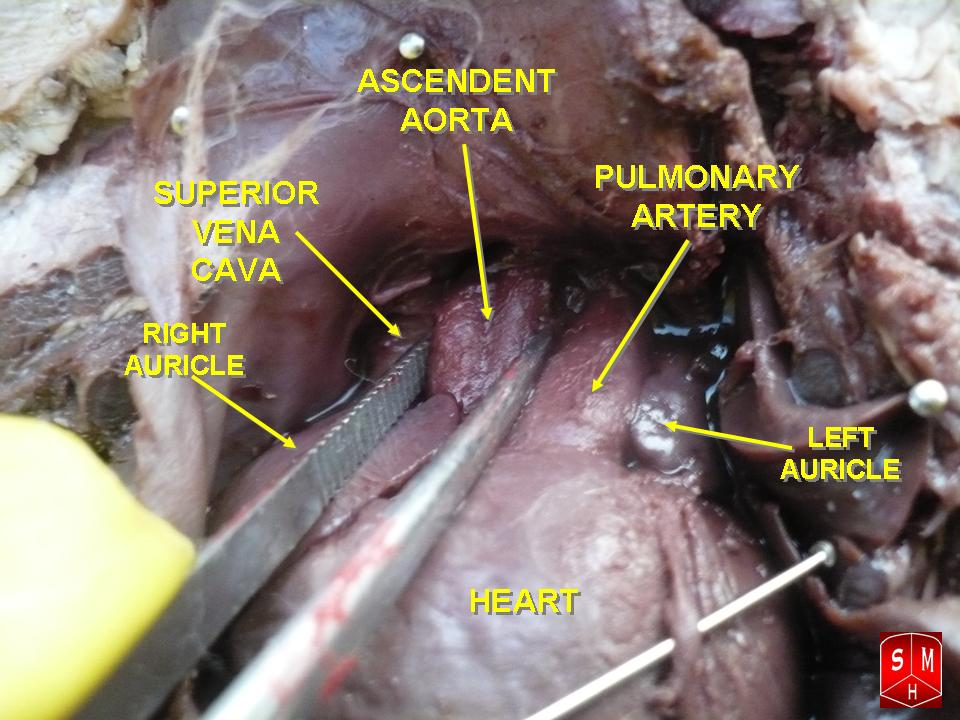
Fetal ascending aorta
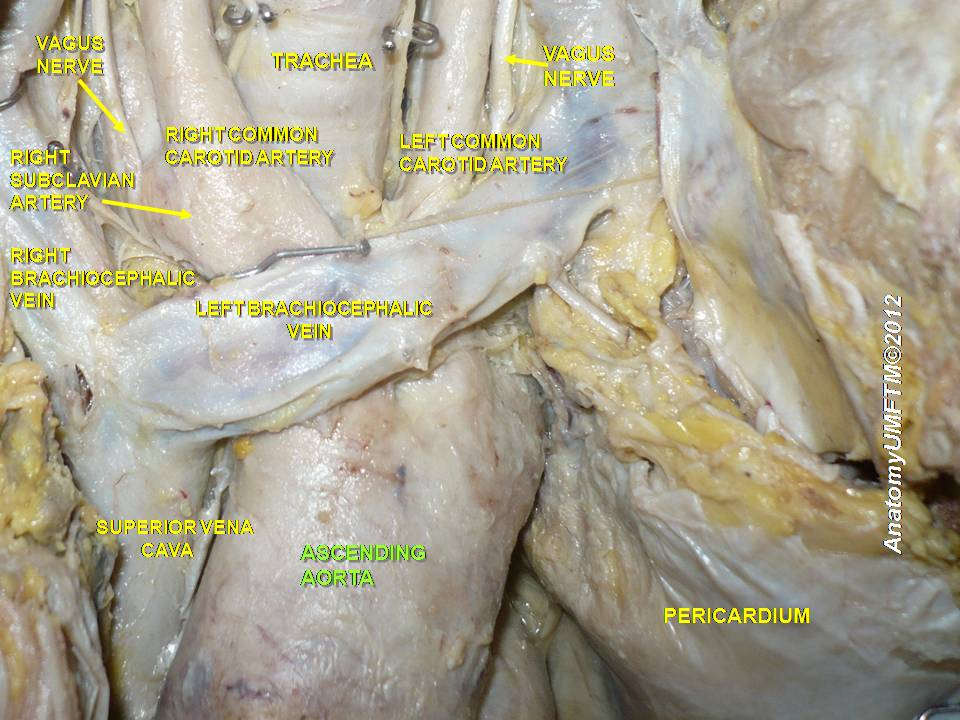
升主動脈
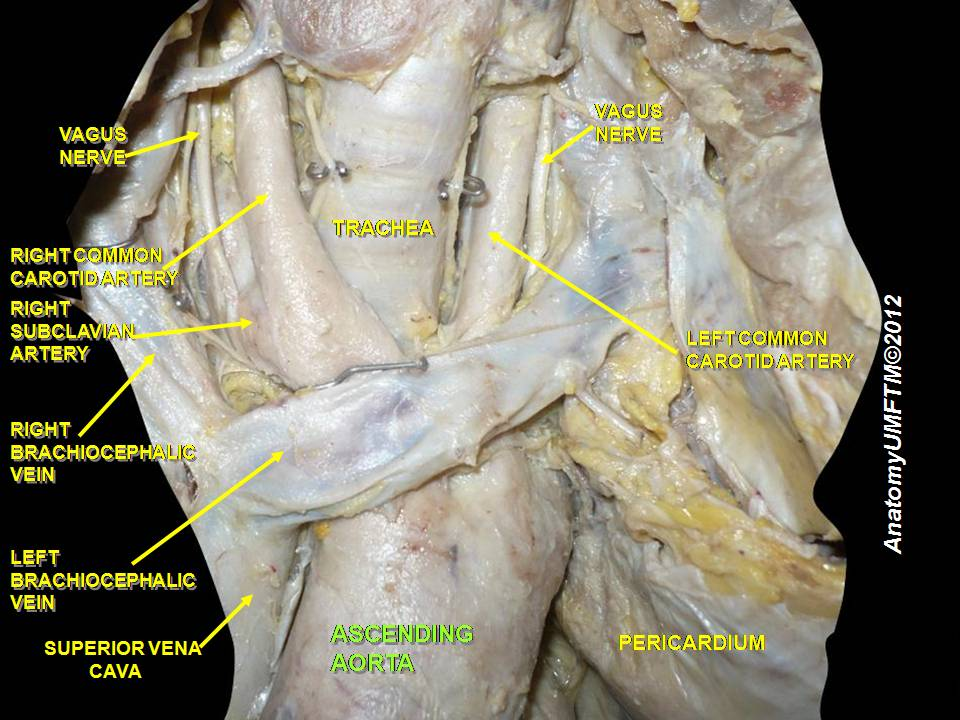
升主動脈
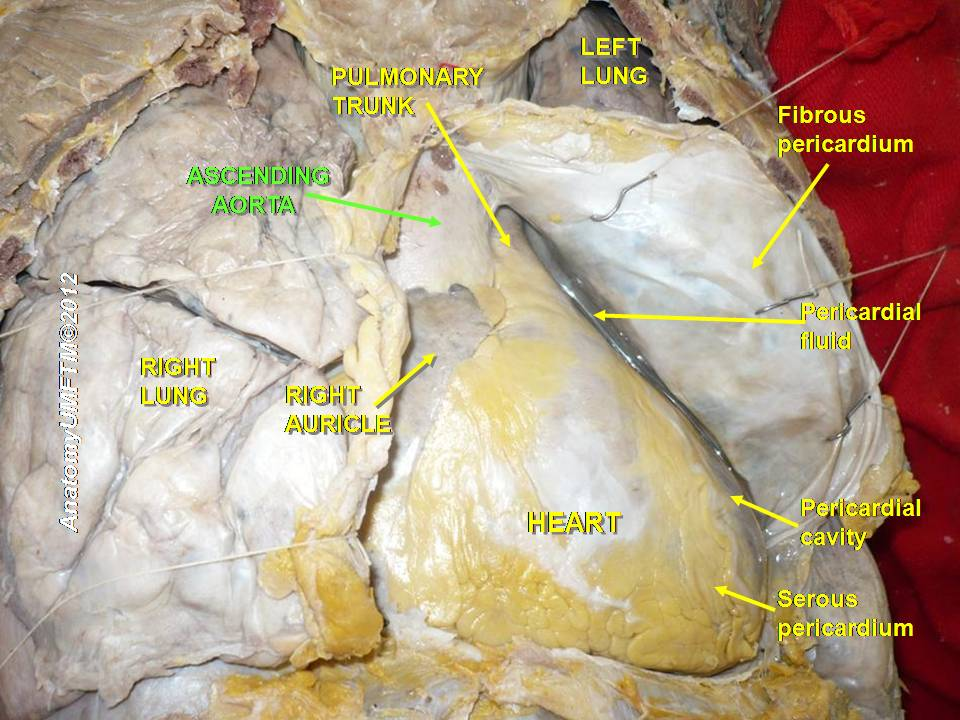
升主動脈
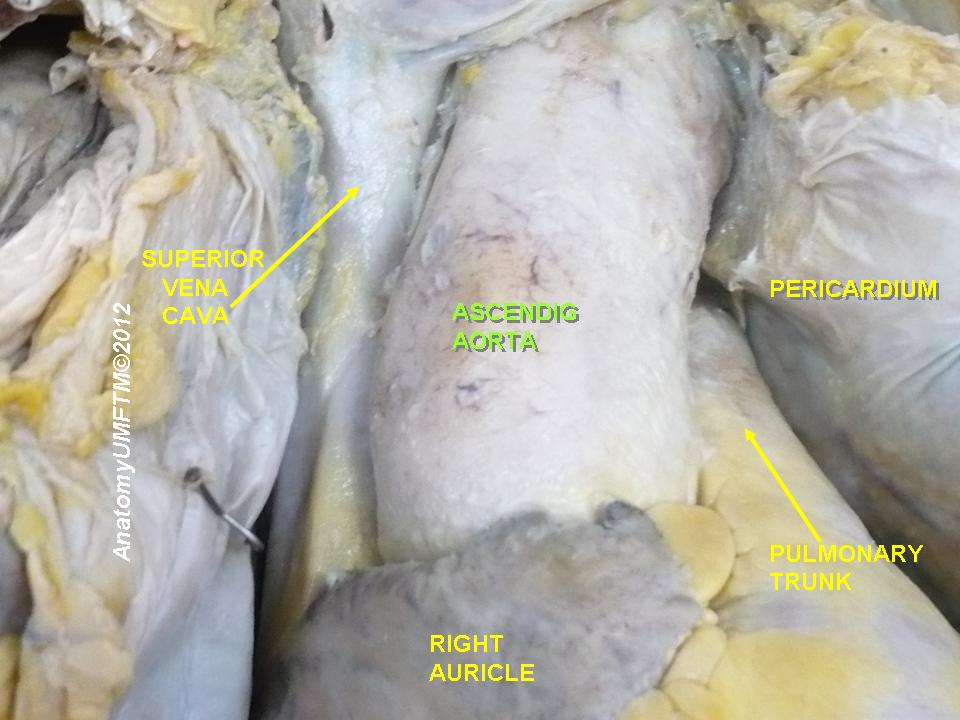
升主動脈
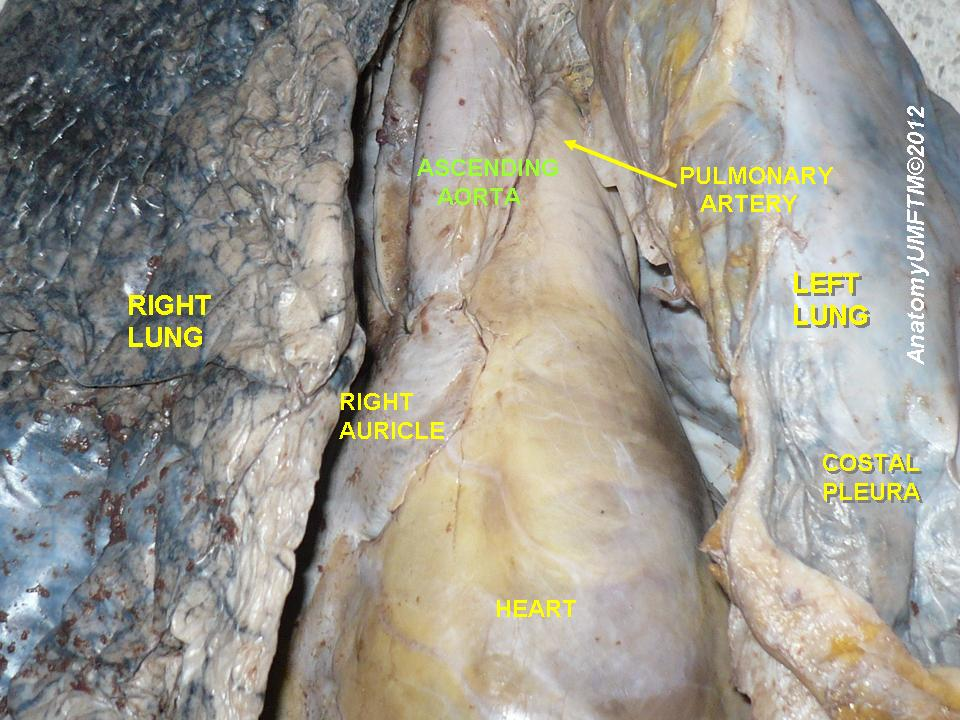
升主動脈
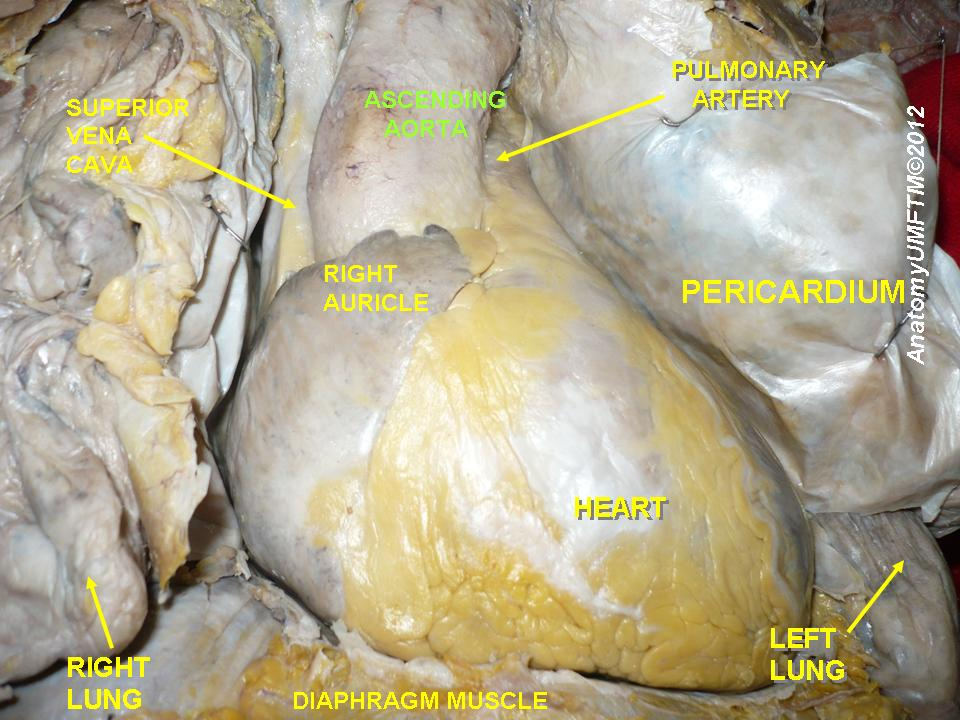
升主動脈
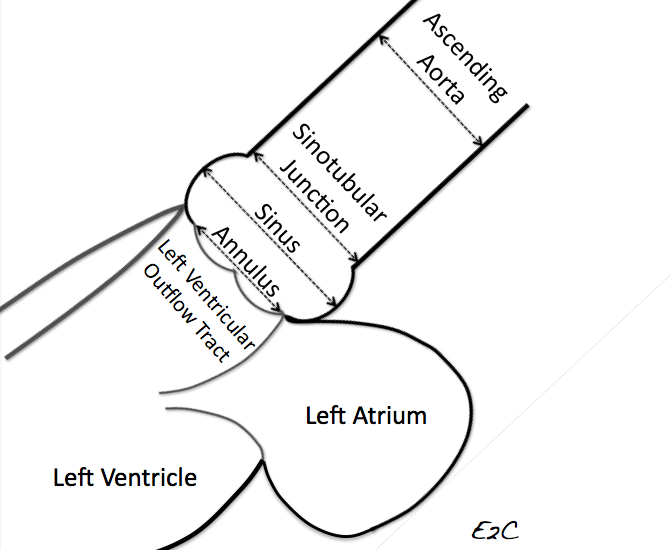
升主動脈